# Selección femenina de fútbol sub-17 de Bolivia
La Selección Femenina de Fútbol sub-17 de Bolivia es una de las categorías inferiores de la Selección femenina de fútbol de Bolivia, está conformada por jugadoras convocadas de nacionalidad boliviana, que sean menores de 17 años de edad. Esta selección, representa a la Federación Boliviana de Fútbol en la Copa Mundial Femenina de Fútbol Sub-17 y en el Campeonato Sudamericano Femenino Sub-17. Nunca se ha clasificado para el mundial de la categoría.

## Estadísticas

### Copa Mundial Femenina de Fútbol Sub-17
| Mundial | Posición            | PJ                  | PG                  | PE                  | PP                  | GF                  | GC                  |
| ------- | ------------------- | ------------------- | ------------------- | ------------------- | ------------------- | ------------------- | ------------------- |
| 2008    | No clasificó        | No clasificó        | No clasificó        | No clasificó        | No clasificó        | No clasificó        | No clasificó        |
| 2010    | No clasificó        | No clasificó        | No clasificó        | No clasificó        | No clasificó        | No clasificó        | No clasificó        |
| 2012    | No clasificó        | No clasificó        | No clasificó        | No clasificó        | No clasificó        | No clasificó        | No clasificó        |
| 2014    | No clasificó        | No clasificó        | No clasificó        | No clasificó        | No clasificó        | No clasificó        | No clasificó        |
| 2016    | No clasificó        | No clasificó        | No clasificó        | No clasificó        | No clasificó        | No clasificó        | No clasificó        |
| 2018    | No clasificó        | No clasificó        | No clasificó        | No clasificó        | No clasificó        | No clasificó        | No clasificó        |
| 2022    | No clasificó        | No clasificó        | No clasificó        | No clasificó        | No clasificó        | No clasificó        | No clasificó        |
| 2024    | No clasificó        | No clasificó        | No clasificó        | No clasificó        | No clasificó        | No clasificó        | No clasificó        |
| 2025    | No clasificó        | No clasificó        | No clasificó        | No clasificó        | No clasificó        | No clasificó        | No clasificó        |
| 2026    | Por definir         | Por definir         | Por definir         | Por definir         | Por definir         | Por definir         | Por definir         |
| Total   | Sin participaciones | Sin participaciones | Sin participaciones | Sin participaciones | Sin participaciones | Sin participaciones | Sin participaciones |

### Campeonato Sudamericano Femenino Sub-17
| Campeonato | Posición  | PJ | PG | PE | PP | GF | GC  |
| ---------- | --------- | -- | -- | -- | -- | -- | --- |
| 2008       | 10° lugar | 4  | 0  | 0  | 4  | 2  | 16  |
| 2010       | 5° lugar  | 4  | 2  | 1  | 1  | 5  | 4   |
| 2012       | 7° lugar  | 4  | 1  | 0  | 3  | 10 | 11  |
| 2013       | 6° lugar  | 4  | 1  | 1  | 2  | 2  | 7   |
| 2016       | 10° lugar | 4  | 0  | 0  | 4  | 0  | 8   |
| 2018       | 10° lugar | 4  | 0  | 0  | 4  | 1  | 13  |
| 2022       | 10° lugar | 4  | 0  | 0  | 4  | 2  | 18  |
| 2024       | 10° lugar | 4  | 0  | 0  | 4  | 1  | 18  |
| 2025       | 10° lugar | 4  | 0  | 0  | 4  | 1  | 18  |
| TOTAL      | 9/9       | 36 | 4  | 2  | 30 | 24 | 113 |